# StukTV
StukTV, ook wel Stuk, is een Nederlands multimediaal platform met de vaste gezichten Giel de Winter, Thomas van der Vlugt en Stefan Jurriens. Het belangrijkste onderdeel is het YouTube-kanaal. De content trekt een ruim publiek, vooral jongeren. Het bedrijf is in 2012 opgericht en werd op 1 november 2018 overgenomen door Talpa Network.
In februari 2016 ging StukTV een tweejarige samenwerking aan met RTL MCN van RTL. Hierdoor was de serie Roadtrippers ook te zien op RTL 5.
Op 30 september 2024 werd tijdens het RTL Content Event bekendgemaakt dat StukTV een exclusieve samenwerking aangaat met Videoland. Dit betekent dat nieuwe series voortaan alleen te zien zullen zijn op Videoland. Talpa Studios blijft verantwoordelijk voor de distributie van deze titels, terwijl de operationele kant wordt verzorgd door Signal.Stream, het bedrijf van Giel de Winter.

## Geschiedenis
StukTV begon met het plaatsen van een vacature op filmvacatures.nl. Bedenker Giel de Winter ging door middel van deze vacature op zoek naar twee andere presentatoren. Als eerste kwam Thomas van der Vlugt erbij. Op 1 juli 2012 ging het kanaal van start via de website www.stuk.tv. Door middel van castingvideo's werd gezocht naar een derde presentator. Uit tien kandidaten werd Stefan Jurriens door de kijker als winnaar gekozen; hij moest tijdens zijn auditie zo veel mogelijk detectiepoortjes in winkels laten afgaan in Rotterdam.
Op 22 september 2012 zetten ze hun verslaggeving omtrent Project X Haren op YouTube en dit betekende de doorbraak van het kanaal. Al snel besloten ze hun eerdere video's naar YouTube te verplaatsen en het kanaal daar voort te zetten. In 2013 had het kanaal al 100.000 abonnees.
De eerste jaren stond het kanaal vooral bekend om de woensdagopdrachten, maar in 2014 begonnen ze ook met zaterdagseries. Op zondag uploadden ze soms extra afleveringen, meestal is dit gesponsorde content of een extra aflevering van een zaterdagserie. Een aantal seizoenen van Roadtrippers en Het Jachtseizoen werd ook op televisie uitgezonden.
StukTV ging in februari 2016 een tweejarige samenwerking aan met RTL MCN, een multi channel network van RTL op het gebied van entertainment. In 2016 werd de 1 miljoen abonnees gepasseerd en in november 2018 bereikten ze de grens van 2 miljoen abonnees.
Vanaf 1 november 2018 is StukTV eigendom van Talpa. Giel de Winter werd creatief directeur bij de afdeling Social van Talpa en trad toe tot het managementteam. Hier stopte hij in augustus 2022 mee, toen hij zijn eigen bedrijf Signal.Stream oprichtte. Tussen 2021 en 2024 maakte StukTV ook seizoenen van Het Jachtseizoen enkel voor televisie, die werden uitgezonden op SBS6.
In 2022 lanceerde StukTV, ter ere van hun tienjarig bestaan, een mobiele app. Hierop staan al hun programma's en muziek. Ook worden op de app video's uitgezonden van achter de schermen tijdens de programma's. Tevens zijn sommige afleveringen eerder of exclusief via de app te bekijken. In december 2023 waren de video's van StukTV in totaal meer dan 1,5 miljard keer bekeken.
Op 30 september 2024 maakte StukTV bekend dat ze een exclusieve samenwerking aangingen met Videoland. Hierdoor zijn de zaterdagseries niet meer op YouTube te zien en verdwijnt Het Jachtseizoen op SBS6. Op YouTube werden nog wel enkele maanden woensdagopdrachten geüpload. StukTV blijft een merknaam van Talpa Studios.

## Woensdagopdrachten (2012-2020, 2024-2025)
In 2012 begonnen ze met de woensdagopdrachten en van 13 februari 2013 t/m 28 oktober 2020 werd er steevast elke week een opdracht uitgevoerd die kijkers konden indienen op hun website, waarvan elke woensdag om 17:00 uur een video van 10 tot 15 minuten op hun YouTube-kanaal werd gepost. Bij bepaalde opdrachten nam het drietal het tegen elkaar op en konden er punten worden verdiend; vanaf 2018 kreeg de verliezer een streepje getatoeëerd.
Veel voorkomende opdrachten waren:
- illegale overnachtingen (Giel, Thomas en Stefan laten zich insluiten in bijvoorbeeld een winkel of pretpark om er te overnachten)
- urban exploring (Giel, Thomas en Stefan nemen 's nachts een kijkje op of in verlaten locaties in voornamelijk België en Duitsland)
- Verstoppertje spelen (bijvoorbeeld in een winkel zonder toestemming)
- van a naar b (in een rechte lijn, waarbij ze ook door woningen en water moesten)
- droppings (Giel, Thomas en/of Stefan worden ergens gedropt met bepaalde handicaps)
- pranks
- ravages (bijvoorbeeld verkleed als Sinterklaas of de Kerstman opdrachten uitvoeren in een winkelcentrum of woonwijk)
- races (bijvoorbeeld vervoer zo veel mogelijk mensen met een tuktuk binnen een uur of zet zo veel mogelijk dieren op de foto binnen een uur)

Het drietal is in die jaren meerdere malen met de politie in aanraking gekomen en hebben diverse boetes gekregen. Ook schreven winkels jaarverboden uit.
Dankzij hun opdrachten verscheen het drietal regelmatig in het nieuws, zoals toen ze in het Willem II-stadion illegaal hadden overnacht en na de publicatie van een filmpje omtrent de beveiliging van Ouwehands Dierenpark, hun verslaggeving van Project X Haren, het maken van een visstick van 258 kilogram, een mensenjacht vanuit een schietende helikopter, het organiseren van een 'kabouterinvasie' in de Efteling, een pizzabezorging bij een bouwmarkt die uit de hand liep, het in brand steken van een caravan en het ontdekken van een aap in de in 1985 opgeheven dierentuin Dierenpark Wassenaar.
Twee video's zijn niet meer op YouTube te vinden. Opdracht 7 Porn in Public, vanwege schending van de YouTubereglementen en opdracht 59 overnachting in een dierentuin, omdat de dierentuin niet blij was met de beelden en een kort geding wilde aanspannen.
In december 2015 moest StukTV in eerste instantie een filmpje van YouTube verwijderen waarin ze 's nachts voor het huis van Enzo Knol en zijn vriendin een grap met vuurwerk en harde muziek uithalen. De drie StukTV-makers hadden naar aanleiding van dit incident een gesprek met Knol in RTL Late Night, waar werd besloten dat het betreffende filmpje weer online mocht.
In oktober 2020 maakte StukTV bekend te stoppen met de woensdagopdrachten, waarna eind oktober 2020 de laatste opdracht online kwam. In totaal werden er van 2012 t/m 2020 420 woensdagopdrachtvideo's gemaakt. Daarna zijn nog een aantal compilatieafleveringen gemaakt.
In juni 2024 werd bekendgemaakt dat de woensdagopdrachten terugkeren, waarna op 12 juni 2024 opdracht 421 online kwam. Op 26 februari 2025, na opdracht 438, werd weer gestopt met de woensdagopdrachten. Er werd besloten dat vanaf april 2025 elke laatste woensdag van de maand een video wordt geüpload op YouTube met een bepaalde uitdaging, zoals "Verstoppertje met 10 Caravans" en "Giel is vermist in Brussel". 

## Woensdagseries (2021-2023)
In 2021 werden er zes vierdelige series geüpload op woensdagen, in 2022 werd er een zesdelige en een vierdelige serie geüpload en in 2023 werden er vier vierdelige series uitgebracht.
| Serie                | Omschrijving | Uitzendperiode                                                              | Aantal                                                 |           |
| -------------------- | --- | --------------------------------------------------------------------------- | ------------------------------------------------------ | --------- |
| Inbreken             | Giel probeert bij mensen in te breken. De bewoners hadden zich hiervoor opgegeven. In de serie kwamen ook deskundigen (politie/advocaat) aan het woord. Deze serie had als doel om te laten zien dat inbreken niet loont. | 6 januari 2021 t/m 27 januari 2021                                          | 4                                                      |           |
| Stefans Stunt Show   | Stefan gaat met de crew een serie stunts uitvoeren. Deze serie wordt het keurmerk 18+ gegeven vanwege de hoeveelheid geweld en grof taalgebruik. Er is bij het begin van de video een waarschuwing aangegeven dat deze stunts uitgevoerd worden onder toezicht van medici en professionals, en dat StukTV afraadt om deze stunts uit te voeren. Deze serie lijkt veel op Jackass. | 17 februari 2021 t/m 10 maart 2021                                          | 4                                                      |           |
| Bijdehandjes         | Elke aflevering houden drie kinderen een spreekbeurt van 1 minuut voor Giel, Thomas en Stefan; hierin vertellen ze wat hun favoriete opdracht is die ze met de mannen van StukTV willen uitvoeren. Met de winnaar wordt in dezelfde video de opdracht uitgevoerd. | 7 april 2021 t/m 28 april 2021                                              | 4                                                      |           |
| Straat op Stelten    | In iedere aflevering zetten ze een compleet willekeurige straat op zijn kop. Dit doen ze door mensen in de straat te achtervolgen of met een bizarre opdracht bij een willekeurig huis aan te bellen. De straat is niet van tevoren ingelicht. | 19 mei 2021 t/m 09 juni 2021                                                | 4                                                      |           |
| StukTV op vakantie   | StukTV gaat op vakantie en onderneemt domme dingen. | 7 juli 2021 t/m 28 juli 2021                                                | 4                                                      |           |
| (On)mogelijk         | Thomas is in de afgelopen zes maanden vier extreme uitdagingen aangegaan, zonder dat Giel en Stefan hiervan op de hoogte waren. Zo leerde hij in een helikopter te vliegen, trainde hij voor een 'killerbody' om op de cover van de Men's Health te kunnen staan, heeft hij zangles genomen om een potentiële nummer-1 hit te kunnen inzingen en werd hij autocoureur. Zo'n twee jaar later startte seizoen 2. | 15 september 2021 t/m 6 oktober 2021 6 september 2023 t/m 27 september 2023 | 8                                                      |           |
| Dwars door India     | Thomas reist door India op zoek naar bijzondere plekken en om kennis te maken met een andere cultuur. Deze serie is bedoeld om eens een ander (vakantie)land te laten zien. Verder laat Thomas vlaggen achter op belangrijke plekken. In een aantal afleveringen reist Stefan mee. | 7 september 2022 t/m 12 oktober 2022                                        | 6                                                      |           |
| Stefans Stunt Show   | Seizoen 2. YouTube staat deze content in tegenstelling tot seizoen 1 niet meer toe, daarom zijn deze afleveringen te bekijken via de mobiele app van StukTV, via de website Stuk.tv en via Talpa's terugkijkplatform KIJK.nl. | 19 oktober 2022 t/m 9 november 2022                                         | 4                                                      |           |
| Reislijders          | Thomas en Stefan gaan op wintersport. Elke aflevering is een van hen de reisleider en neemt de andere mee op een dag vol activiteiten. Deze serie is te zien via de StukTV-app. | 22 februari 2023 t/m 8 maart 2023                                           | 4                                                      |           |
| Stefans Stilste Show | Deze serie is hetzelfde als de zaterdagserie De Stilste Show, alleen is Stefan deze keer de enige presentator en heeft hij elke aflevering drie gasten. \| Nr. \| Datum \| Studiothema \| Gasten \| Verliezer \| \| --- \| ------- \| ------------ \| ------------------------------------------------------ \| --------- \| \| 1 \| 14 juni \| Feestlocatie \| Giel de Winter, Dennis Weening, Chahid Charrak \| Dennis \| \| 2 \| 21 juni \| IJmuiden \| Thomas van der Vlugt, Jochem Pennings, Tommy Lee \| Thomas \| \| 3 \| 28 juni \| Finland \| Daniël Lippens, Erik-Jan Rosendahl, Julia Maan \| Stefan \| \| 4 \| 5 juli \| Jungle \| Martijn van Eijzeren, Lorenzo Dinatelle, Ritse de Jong \| Lorenzo \| | 14 juni 2023 t/m 5 juli 2023                                                | 4                                                      |           |
| Viva La Mam          | Giel haalt iedere aflevering een grap uit bij zijn moeder. | 6 december 2023 t/m 27 december 2023                                        | 4                                                      |           |
| Nr.                  | Datum | Studiothema                                                                 | Gasten                                                 | Verliezer |
| 1                    | 14 juni | Feestlocatie                                                                | Giel de Winter, Dennis Weening, Chahid Charrak         | Dennis    |
| 2                    | 21 juni | IJmuiden                                                                    | Thomas van der Vlugt, Jochem Pennings, Tommy Lee       | Thomas    |
| 3                    | 28 juni | Finland                                                                     | Daniël Lippens, Erik-Jan Rosendahl, Julia Maan         | Stefan    |
| 4                    | 5 juli | Jungle                                                                      | Martijn van Eijzeren, Lorenzo Dinatelle, Ritse de Jong | Lorenzo   |

## Zaterdagseries
Afleveringen van de zaterdagseries komen meestal online om 17:00 uur.

### Roadtrippers
Het team van StukTV verkreeg landelijke bekendheid door hun eerste televisieprogramma Roadtrippers. Dit programma werd in 2014 op Veronica TV uitgezonden, en de aflevering werd tevens geüpload op het kanaal van StukTV. Het trio ging de strijd aan tegen een team van Veronica-presentatoren om vanuit Amersfoort zo ver mogelijk de wereld in te reizen met een beperkt budget. Het trio eindigde in Kuala Lumpur, de hoofdstad van Maleisië, en versloeg daarmee het team van Veronica, dat eindigde in het Marokkaanse Tan-Tan.
In de jaren daarna volgden meerdere edities.

### Madtrip
In 2018 werd het concept van Roadtrippers eenmalig aangepast. De naam veranderde in Madtrip en de jongens van StukTV namen het op tegen Nesim Najih, Dionne Slagter en Peter de Harder. Ze kregen € 500 om een auto te kopen en moesten zo veel mogelijk opdrachten uitvoeren (maximaal 100) om de pot zo groot mogelijk te maken. Deze pot kon daarna door iedereen gewonnen worden.

### Het Jachtseizoen
In december 2016 begon de serie Het Jachtseizoen. Hierin slaat elke aflevering een bekende Nederlander op de vlucht voor de mannen van StukTV. Aan hen is het vervolgens de taak om de voortvluchtige binnen 4 uur te pakken te krijgen. De voortvluchtige krijgt een voorsprong van 20 minuten en draagt een zender die elke 10 minuten – in het laatste uur elke 5 minuten – zijn locatie stuurt. Naast de YouTube-serie waren er tussen 2021 en 2024 vier seizoenen gemaakt voor de televisiezender SBS6.

### Huis op Stelten
In mei 2017 begon een nieuwe serie genaamd Huis op Stelten. Hierin stond elke week een huis van een bekende Nederlander of youtuber centraal zonder dat diegene het doorhad. Het was de bedoeling dat de jongens van StukTV in een paar uur het huis een metamorfose geven in een bepaald thema.
| Nr. | Uitzenddatum     | Bekende Nederlander  | Thema           | Weergaven anno 23/04/2023 |
| --- | ---------------- | -------------------- | --------------- | ------------------------- |
| 1   | 20 mei 2017      | Ali B                | Casino          | 3.601.533                 |
| 2   | 27 mei 2017      | Laura Ponticorvo     | Italië          | 2.132.960                 |
| 3   | 3 juni 2017      | Giovanni Latooy      | Stripclub       | 3.460.184                 |
| 4   | 10 juni 2017     | Kalvijn              | Amerika         | 3.203.456                 |
| 5   | 12 augustus 2017 | Kaj van der Ree      | Japan           | 2.039.225                 |
| 6   | 19 augustus 2017 | Gerard Ekdom         | Batman          | 1.448.375                 |
| 7   | 26 augustus 2017 | Nienke Plas          | Theater         | 1.883.984                 |
| 8   | 2 september 2017 | Thomas van der Vlugt | Playboy Mansion | 4.392.149                 |

### De Horrornacht
In januari 2018 kwam er een nieuwe serie onder de naam De Horrornacht. Hierin reizen de jongens van StukTV af naar verschillende angstwekkende locaties in verschillende landen om daar één nacht te gaan overnachten.
| Nr. | Uitzenddatum     | Horrorplek                   | Weergaven anno 23/04/2023 |
| --- | ---------------- | ---------------------------- | ------------------------- |
| 1   | 6 januari 2018   | Hoia Baciu, Roemenië         | 2.955.137                 |
| 2   | 13 januari 2018  | Leap Castle, Ierland         | 2.440.895                 |
| 3   | 20 januari 2018  | Poveglia Island, Italië      | 2.734.867                 |
| 4   | 27 januari 2018  | Hrad Houska, Tsjechië        | 2.875.239                 |
| 5   | 3 februari 2018  | Oradour-sur-Glane, Frankrijk | 1.679.683                 |
| 6   | 10 februari 2018 | Tsjernobyl, Oekraïne         | 2.599.664                 |

### De Kluis
In december 2018 kwam het programma De Kluis voor het eerst online. In deze serie bewaken de drie presentatoren een aantal met goudstaven gevulde kluizen. Iedere aflevering probeert een groep overvallers bestaande uit drie bekende Nederlanders de kluis te kraken en de buit mee te nemen. Lukt het de overvallers om meer dan de helft van de goudstaven mee te nemen, dan winnen ze € 10.000 voor een goed doel naar keuze. Lukt het de overvallers niet, dan winnen de bewakers (team Stuk) en gaat het geld naar een door hen te kiezen goed doel.

### Prankstrijd
In Prankstrijd halen Giel, Thomas en Stefan grappen met elkaar uit. Het eerste seizoen verscheen in het voorjaar van 2019. In 2020 volgde er een tweede seizoen. In dit seizoen zitten ze op een andere locatie dan hun eigen huis en wordt er een grappenstand bijgehouden. Degene met de meeste geslaagde pranks wint het 2e seizoen. 
Bij het derde seizoen werd het concept veranderd. In dit seizoen werkten Giel, Thomas en Stefan samen om pranks uit te voeren bij bekende Nederlandse YouTubers. Tijdens de eerste twee afleveringen heette de serie Prankoorlog, maar door de gebeurtenissen in Oekraïne in februari 2022 werd er besloten om de naam aan te passen naar Prankstrijd.

### De Hongerige Wolven
In De Hongerige Wolven zijn er negen kandidaten die het het hele seizoen tegen elkaar opnemen voor de titel 'Alfa Wolf'. Elke aflevering valt de kandidaat met de minste geldwaarde af. De persoon die aan het eind van het seizoen de hoogste geldwaarde heeft, wint het geldbedrag dat hij of zij waard is.

### Puberende Bejaarden
In Puberende Bejaarden verkleden Giel, Thomas en Stefan zich in bejaarden om zo onherkenbaar een bucketlist af te werken.

### De Drop
In De Drop bezoekt StukTV elke aflevering een griezelige plek, waar een van hen moet overnachten. Wie, dat wordt bepaald door het prikken van een naald in een voodoopop. Als het diegene te veel wordt kunnen ze de zogeheten Paniekknop indrukken, waarna ze opgehaald worden door de rest. Het is een soortgelijk format als Horrornacht.
Seizoen 1 (2020)
In het eerste seizoen deden alleen Giel en Thomas mee. Dit seizoen bestond uit 6 afleveringen, de eerste kwam op 15 februari uit en de laatste op 21 maart 2020. Op woensdag 1 april kwam er een extra aflevering in de vorm van een opdracht. Dit deden ze omdat het opgenomen werd tijdens de pauze van Stefan, maar Giel en Thomas wilden wel dat ook Stefan een keer ergens moest overnachten.
| Nr.   | Uitzenddatum | Locatie                               | Weergaven | Gedropt |
| ----- | ------------ | ------------------------------------- | --------- | ------- |
| 1     | 15 februari  | Loch Ness, Inverness                  | 2,6 mln   | Thomas  |
| 2     | 22 februari  | Charleville Castle, Tullamore         | 1,9 mln   | Thomas  |
| 3     | 29 februari  | Pastorie van Borgvattnet, Borgvattnet | 2,5 mln   | Giel    |
| 4     | 7 maart      | Craco                                 | 1,4 mln   | Thomas  |
| 5     | 14 maart     | Catacomben van Odessa, Odessa         | 1,4 mln   | Giel    |
| 6     | 21 maart     | Makronisos                            | 1,3 mln   | Thomas  |
| Extra | 1 april      | Forteiland IJmuiden, IJmuiden         | 878.000   | Stefan  |

Seizoen 2 (2021)
In dit seizoen werden in verband met de coronapandemie alleen locaties in Nederland bezocht. Stefan deed voor het eerst mee dit seizoen.
| Nr. | Uitzenddatum | Locatie                                    | Weergaven anno april 2023 | Gedropt |
| --- | ------------ | ------------------------------------------ | ------------------------- | ------- |
| 1   | 6 maart      | Kasteel Doornenburg, Doornenburg           | 1,7 mln                   | Giel    |
| 2   | 13 maart     | Klooster Het Hoompje, Sint Anna ter Muiden | 1,5 mln                   | Thomas  |
| 3   | 20 maart     | Kasteel Hoensbroek, Hoensbroek             | 1,2 mln                   | Stefan  |
| 4   | 27 maart     | Duivelsberg, Berg en Dal                   | 1,1 mln                   | Thomas  |
| 5   | 3 april      | Fort 1881, Hoek van Holland                | 1,1 mln                   | Stefan  |
| 6   | 10 april     | Huize Halsaf, Zevenaar                     | 1,0 mln                   | Stefan  |

Seizoen 3 (2023)
Dit seizoen werd ook uitgezonden in de app van StukTV, waardoor het aantal weergaven op YouTube een stuk lager lag. In de StukTV-app is het aantal weergaven niet te zien.
| Nr. | Uitzenddatum | Locatie                                | YouTube-weergaven anno april 2023 | Gedropt       |
| --- | ------------ | -------------------------------------- | --------------------------------- | ------------- |
| 1   | 14 januari   | The Ancient Ram Inn, Wotton-under-Edge | 1,0 mln                           | Giel          |
| 2   | 21 januari   | Sandträsk Sanatorium, Sandträsk        | 978.000                           | Giel & Stefan |
| 3   | 29 januari   | Bannockburn House, Bannockburn         | 747.000                           | Giel          |
| 4   | 4 februari   | Hvítárnes Sköle, Reykjavik             | 570.000                           | Thomas        |
| 5   | 11 februari  | Knapper Sköle, Knapper                 | 589.000                           | Stefan        |
| 6   | 18 februari  | Castle Fraser, Sauchen                 | 570.000                           | Stefan        |

Seizoen 4 (2024)
In dit seizoen gingen een of twee van de mannen overnachten in het betreffende gebouw. Er werden overdag in twee voodoopoppen naalden geprikt en een munt om middernacht bepaalde of een of twee van hen naar binnen moesten. In het eerste geval werd willekeurig gekozen uit een van beide poppen met een naald en moest degene van wie die pop is naar binnen, in het tweede geval moesten beide mannen die een naald in hun pop hebben naar binnen.
| Nr. | Uitzenddatum | Locatie                     | YouTube-weergaven anno maart 2024 | Gedropt         |
| --- | ------------ | --------------------------- | --------------------------------- | --------------- |
| 1   | 17 februari  | Jedburgh Jail, Jedburgh     | 1,0 mln                           | Stefan & Thomas |
| 2   | 24 februari  | Frammegarden, Skillingsfors | 758.000                           | Giel & Stefan   |
| 3   | 2 maart      | Poolhouse, Poolewe          | 657.000                           | Giel            |
| 4   | 9 maart      | Klungset Leir, Fauske       | 600.000                           | Stefan & Thomas |
| 5   | 16 maart     | Holíč castle, Holíč         | 479.000                           | Giel & Stefan   |
| 6   | 23 maart     | Jelen House, Jaworzno       | 432.000                           | Thomas          |

### De Stilste Show
In iedere aflevering nemen Giel, Thomas en Stefan het op tegen elkaar en een gast. Ieder spel bestaat uit zes rondes. In iedere ronde moeten één of meerdere kandidaten een bepaalde straf ondergaan. Iedereen moet daarbij zo min mogelijk geluid maken. Wie na alle rondes het minst stil is geweest, is de verliezer en moet een eindstraf ondergaan. Elke aflevering wordt op een andere locatie gespeeld. De rondes en straffen passen steeds bij die locatie. In de aflevering met Tony Junior moest Tony de eindstraf ondergaan door met z'n hoofd in een bak met vogelspinnen te zitten. Dit durfde hij echter niet vol te houden, waarop alle deelnemers deze straf deden.
Seizoen 1 (2020)
| Nr. | Datum        | Locatie                | Gast                 | Verliezer            | Weergaven anno 23/04/2023 |
| --- | ------------ | ---------------------- | -------------------- | -------------------- | ------------------------- |
| 1   | 30 mei 2020  | Kerk                   | Igmar Felicia        | Igmar Felicia        | 1.417.522                 |
| 2   | 6 juni 2020  | Restaurant             | Sylvana IJsselmuiden | Stefan Jurriens      | 2.205.590                 |
| 3   | 13 juni 2020 | Koninklijke Schouwburg | Henry van Loon       | Thomas van der Vlugt | 1.105.018                 |
| 4   | 20 juni 2020 | Yogaruimte             | JayJay Boske         | Giel de Winter       | 1.873.694                 |
| 5   | 27 juni 2020 | Examenlokaal/Gymzaal   | Milan Knol           | Stefan Jurriens      | 3.248.411                 |
| 6   | 4 juli 2020  | Concertzaal            | Poke                 | Stefan Jurriens      | 1.223.577                 |

Seizoen 2 (2021)
| Nr. | Datum        | Locatie               | Gast               | Verliezer            | Weergaven anno april 2023 |
| --- | ------------ | --------------------- | ------------------ | -------------------- | ------------------------- |
| 1   | 29 mei 2021  | Tennisveld            | Klaas van Kruistum | Stefan Jurriens      | 1.367.000                 |
| 2   | 5 juni 2021  | Dojo                  | Chahid Charrak     | Chahid Charrak       | 1.759.000                 |
| 3   | 12 juni 2021 | Internationaal hostel | Dennis Weening     | Stefan Jurriens      | 814.000                   |
| 4   | 19 juni 2021 | Kunsttentoonstelling  | Iris Enthoven      | Thomas van der Vlugt | 810.000                   |
| 5   | 26 juni 2021 | Bioscoop              | Tony Junior        | Tony Junior          | 689.000                   |
| 6   | 3 juli 2021  | Bibliotheek           | Wolter Kroes       | Giel de Winter       | 627.000                   |

Special (2022)
| Datum        | Locatie                      | Gasten                          | Verliezer            | Weergaven |
| ------------ | ---------------------------- | ------------------------------- | -------------------- | --------- |
| 11 juni 2022 | Kontiki Beach Resort Curaçao | Hardwell & Terence van der Valk | Terence van der Valk | 527.000   |

### Opgesloten
In deze serie wordt iedere week een Bekende Nederlander ontvoerd door een mysterieuze ontvoerder. De mannen van StukTV hebben 5 uur de tijd om de locatie van de ontvoerde BN'er te vinden en hem/haar te bevrijden, door middel van aanwijzingen. Ook de ontvoerde BN'er kan aanwijzingen verkrijgen door opdrachten uit te voeren. Deze kan hij of zij dan doorbellen aan Giel, Stefan en Thomas.
| Nr. | Datum            | Opgesloten BN'er  | Bevrijd | Locatie BN'er | Weergaven op 23/04/2023 |
| --- | ---------------- | ----------------- | ------- | ------------- | ----------------------- |
| 1   | 11 juli 2020     | Bilal Wahib       | Ja      | Moerdijk      | 1.691.255               |
| 2   | 18 juli 2020     | Kalvijn           | Ja      | Zandvoort     | 1.350.564               |
| 3   | 25 juli 2020     | Boef              | Nee     | Ankeveen      | 1.428.687               |
| 4   | 1 augustus 2020  | Jessie Jazz Vuijk | Nee     | Zeewolde      | 873.493                 |
| 5   | 8 augustus 2020  | Britt Dekker      | Ja      | Emst          | 1.079.997               |
| 6   | 15 augustus 2020 | Dylan Haegens     | Ja      | Werkendam     | 1.198.000               |
| 7   | 22 augustus 2020 | Stefan de Vries   | Nee     | Zaandam       | 743.530                 |

Dit seizoen was Bas Smit de mysterieuze ontvoerder.

### Politieachtervolging
Special
Deze serie begon met een speciale aflevering op woensdag 17 maart 2021 waarin drie dames als Team Girls (Dionne Slagter, Anna Nooshin en Mikky Kiemeney) de kluis van een club leegroven en het eiland Texel proberen te ontvluchten. Aan team Stuk om dat te voorkomen en de dames met de buit (€ 1.000.000) in te rekenen. Het spel duurde 90 minuten. De aflevering met de naam Achtervolging werd mogelijk gemaakt door Netflix, de aflevering stond in het teken van hun nieuwe serie Sky Rojo. De meiden haalden € 100.000,- op en de video werd ruim achthonderdduizend keer bekeken (anno 2024).
Seizoen 1
Precies een maand later begon de echte serie van zes afleveringen waarin team Stuk zelf een roof pleegt en met de buit (€ 1.000) 90 minuten uit handen van een politieteam moet zien te blijven. De politie beschikt over drie auto's en zien in auto één constant de locatie van Giel, Stefan en Thomas. De mannen winnen het spel als ze in de laatste twee minuten de buit bij de handlanger weten te krijgen en op deze manier weten te ontsnappen. In aflevering 4 werd het spel tijdelijk stilgelegd, omdat Giel bij het safehouse z'n hoofd stootte en het gehecht moest worden.
| Nr. | Uitzenddatum  | Locatie roof                   | Gearresteerd          | Ontsnapt | Winnende team | Bedrag  | Kijkcijfers op 23/04/2023 |
| --- | ------------- | ------------------------------ | --------------------- | -------- | ------------- | ------- | ------------------------- |
| 1   | 17 april 2021 | Huis ter Duin, Noordwijk       | Thomas & Stefan       | Giel     | Team StukTV   | € 450,- | 2.030.477                 |
| 2   | 24 april 2021 | Kasteel Groeneveld, Baarn      | Thomas & Stefan       | Giel     | Team StukTV   | € 450,- | 1.286.030                 |
| 3   | 1 mei 2021    | Paleis Het Loo, Apeldoorn      | Giel & Thomas         | Stefan   | Team StukTV   | € 150,- | 1.067.089                 |
| 4   | 8 mei 2021    | Villa Otterlo, Otterlo         | Giel, Thomas & Stefan | –        | Team Politie  | € 0,-   | 827.078                   |
| 5   | 15 mei 2021   | Korenmolen De Hoop, Bunschoten | Giel, Thomas & Stefan | –        | Team Politie  | € 0,-   | 800.729                   |
| 6   | 22 mei 2021   | Giethoorn                      | Giel, Thomas & Stefan | –        | Team Politie  | € 0,-   | 851.000                   |

### Vriendendienst
Deze serie startte op 17 juli 2021. In deze serie maakt team Stuk vrienden in de nacht wakker om de meest gekke opdrachten uit te voeren. Het doel is om hierbij zo veel mogelijk geld in te zamelen voor de vriendenpot. De hoofdprijs bedraagt 1200 euro. Deze wordt alleen weggegeven als geen van de vrienden een opdracht weigert.
| Nr. | Datum            | Bedrag | aantal vrienden die opdracht uitvoerden | Weergaven anno 23/04/2023 |
| --- | ---------------- | ------ | --------------------------------------- | ------------------------- |
| 1   | 17 juli 2021     | 700    | 4/5                                     | 568.335                   |
| 2   | 24 juli 2021     | 1050   | 4/5                                     | 1.003.190                 |
| 3   | 31 juli 2021     | 1000   | 4/5                                     | 697.000                   |
| 4   | 7 augustus 2021  | 1000   | 4/5                                     | 743.077                   |
| 5   | 14 augustus 2021 | 450    | 3/5                                     | 606.357                   |
| 6   | 21 augustus 2021 | 250    | 2/5                                     | 526.440                   |

### Locatie Onbekend
Op 11 september 2021 startte er een nieuwe serie genaamd Locatie Onbekend. Hierin moet team Stuk tegen andere teams strijden om zo snel mogelijk een eindpunt te bereiken.
| Nr. | Datum             | Locatie   | Tegenstanders                                  | Winnende team             |
| --- | ----------------- | --------- | ---------------------------------------------- | ------------------------- |
| 1   | 11 september 2021 | Faeröer   | JayJay Boske, Juultje Tieleman & Govert Sweep  | Team Stuk                 |
| 2   | 18 september 2021 | Faeröer   | JayJay Boske, Juultje Tieleman & Govert Sweep  | Team Stuk                 |
| 3   | 25 september 2021 | Georgië   | Hanwe Chang, Koen van Heest & Raoul de Graaf   | Team Hanwe, Koen en Raoul |
| 4   | 2 oktober 2021    | Georgië   | Hanwe Chang, Koen van Heest & Raoul de Graaf   | Team Hanwe, Koen en Raoul |
| 5   | 9 oktober 2021    | Bulgarije | Jasper Demollin, Stijn van Vliet & Tim Senders | Team Jasper, Stijn en Tim |
| 6   | 16 oktober 2021   | Bulgarije | Jasper Demollin, Stijn van Vliet & Tim Senders | Team Jasper, Stijn en Tim |

### Getikt
Op 18 maart 2023 startte er opnieuw een nieuwe serie: Getikt. Hierin strijdt Stuk tegen een team bestaande uit Sophie Milzink, Iris Enthoven en Nina Warink. Elke week krijgen de beide teams als opdracht om binnen twaalf uur iets of iemand aan te tikken. Wie dit als eerste lukt, wint de aflevering.
In de derde aflevering klom Thomas ongezekerd in een tientallen meters hoge stadionmast van PEC Zwolle. De voetbalclub reageerde verbolgen over de actie van Van der Vlugt.
| Nr. | Datum         | Opdracht                                                                         | Winnende team                |
| --- | ------------- | -------------------------------------------------------------------------------- | ---------------------------- |
| 1   | 18 maart 2023 | Geboeide boef                                                                    | Team Sophie, Iris en Nina    |
| 2   | 25 maart 2023 | 15 achtbanen                                                                     | Team Stuk                    |
| 3   | 1 april 2023  | Hoogste lamp in stadionmast                                                      | Team Stuk                    |
| 4   | 8 april 2023  | 100 mensen die Bram heten                                                        | Beide teams haalden het niet |
| 5   | 15 april 2023 | De bodem van 10 privézwembaden                                                   | Team Sophie, Iris en Nina    |
| 6   | 22 april 2023 | Vliegtuigwiel van een werkend vliegtuig met een spanwijdte van minimaal 15 meter | Team Sophie, Iris en Nina    |

Het eerste seizoen werd gewonnen door team Sophie, Iris en Nina.

### Clickbait
Op 15 juli 2023 begon de nieuwe serie Clickbait waarin StukTV probeert om een titel van een video en een thumbnail zo goed mogelijk uit te voeren om zo te voorkomen dat het clickbait wordt.
| Nr. | Datum            | Opdracht                                         | Weergaven (YouTube) |
| --- | ---------------- | ------------------------------------------------ | ------------------- |
| 1   | 15 juli 2023     | 48 uur overleven in de wildernis (zonder eten)   | 0,6 miljoen         |
| 2   | 22 juli 2023     | 24 uur door dezelfde wasstraat                   | 0,5 miljoen         |
| 3   | 29 juli 2023     | Beste vriend naar een ver land ontvoeren (BLIND) | 0,6 miljoen         |
| 4   | 5 augustus 2023  | De zee oversteken in een opblaasboot             | 0,5 miljoen         |
| 5   | 12 augustus 2023 | Langste frikandel ter wereld (wereldrecord)      | 0,6 miljoen         |
| 6   | 19 augustus 2023 | StukTV VS Bram Krikke: De ultieme battle         | 0,5 miljoen         |

## Videoland- en Prime Video-series
Sinds 2024 zijn de zaterdagseries naar Videoland gegaan en komen nieuwe series ook op Prime Video. De series die tot juli 2025 zijn uitgebracht op deze twee platforms zijn: 
- Jachtseizoen: Most Wanted (Videoland)

Twee seizoenen, najaar 2024 en zomer 2025.
- De Kluis: Het Masterplan (Videoland)

Een seizoen, voorjaar 2025.
- De Prank Show, met Giel (Prime Video)

Een seizoen, voorjaar 2024.
- Know Where to Hide, Wie niet weg is…, Met Stefan (Prime Video)

Een seizoen, voorjaar 2025.

## Muziek en optredens
In 2014 en 2015 organiseerde StukTV een ontmoetingsevenement voor fans. Tijdens deze evenementen traden de mannen op als dj en konden de fans ook zelf opdrachten uitvoeren die StukTV in hun YouTube-programma had uitgevoerd.
In mei 2015 bracht StukTV een single uit samen met Kraantje Pappie & Cazz Major, getiteld De hele nacht door.

### Singles
| Single met eventuele hitnotering(en) in de Nederlandse Top 40 | Datum van verschijnen | Datum van binnenkomst | Hoogste positie | Aantal weken | Opmerkingen                                                  |
| ------------------------------------------------------------- | --------------------- | --------------------- | --------------- | ------------ | ------------------------------------------------------------ |
| De hele nacht door                                            | 29 mei 2015           | 23-05-2015            | tip13           | -            | met Kraantje Pappie & Cazz Major / tip8 in de Single Top 100 |
| Als de zon opkomt                                             | 6 juni 2016           | -                     |                 |              | met Wiep Laurenssen / tip15 in de Single Top 100             |
| Opgeturnt                                                     | 16 september 2016     | -                     |                 |              | met Kraantje Pappie                                          |
| Vannacht                                                      | 14 juli 2017          | -                     |                 |              | met Wolter Kroes / tip5 in de Single Top 100                 |
| Miljoen                                                       | 3 augustus 2017       | -                     |                 |              | met Ruben Annink / tip in de Vlaamse Ultratop 50             |
| Put Your Drinks Up                                            | 21 augustus 2017      | -                     |                 |              | met Tony Junior                                              |
| Badman                                                        | 28 september 2017     | -                     |                 |              | met Tony Junior                                              |
| Vampire                                                       | 28 september 2017     | -                     |                 |              | met Tony Junior                                              |
| Bump It Up                                                    | 28 september 2017     | -                     |                 |              | met Tony Junior                                              |
| Morgen weer                                                   | 23 maart 2018         | -                     |                 |              | met Kid de Blits                                             |
| Marguareth                                                    | 5 oktober 2018        | -                     |                 |              | met Jebroer                                                  |
| Max-a-million                                                 | 21 juni 2019          | -                     |                 |              | met Taylor Walcott                                           |
| Flessie water                                                 | 12 juli 2019          | -                     |                 |              | met DJ Punish en Donnie & Mr. Polska                         |
| Puberbrein                                                    | 20 maart 2020         | -                     |                 |              | met zanger Kafke / tip6 in de Single Top 100                 |
| Op mijn level                                                 | 9 april 2021          | -                     |                 |              | met Antoon                                                   |
| Viva Hollandia (2021)                                         | 31 mei 2021           | 19-06-2021            | tip18           | -            | met Wolter Kroes                                             |

## Prijzen en nominaties
In 2015, 2016, 2017, 2018 en 2019 won het kanaal de VEED Award voor 'Beste YouTube Channel'.
| Jaar | Prijs                           | Categorie                                            | Resultaat   | Ref.   |
| ---- | ------------------------------- | ---------------------------------------------------- | ----------- | ------ |
| 2015 | VEED Awards                     | Beste YouTube-kanaal                                 | Gewonnen    | [ 30 ] |
| 2016 | VEED Awards                     | Beste YouTube-kanaal                                 | Gewonnen    | [ 31 ] |
| 2017 | VEED Awards                     | Beste YouTube-kanaal                                 | Gewonnen    | [ 32 ] |
| 2017 | VEED Awards                     | Beste Prank Channel                                  | Gewonnen    | [ 32 ] |
| 2017 | Hashtag Awards                  | Beste Entertainment Video voor Het Jachtseizoen      | Gewonnen    | [ 33 ] |
| 2018 | Zapplive Awards                 | Beste YouTube-kanaal                                 | Gewonnen    | [ 34 ] |
| 2018 | Zapplive Awards                 | Beste Serie voor Het Jachtseizoen                    | Gewonnen    | [ 34 ] |
| 2018 | VEED Awards                     | Beste YouTube-kanaal                                 | Gewonnen    | [ 35 ] |
| 2018 | VEED Awards                     | Beste Serie voor Het Jachtseizoen                    | Gewonnen    | [ 35 ] |
| 2018 | The Best Social Awards          | Beste YouTuber                                       | Gewonnen    | [ 36 ] |
| 2018 | Hashtag Awards                  | Diamond Award                                        | Gewonnen    |        |
| 2019 | Zapplive Awards                 | Beste YouTuber                                       | Gewonnen    | [ 37 ] |
| 2019 | VEED Awards                     | Beste YouTube-kanaal                                 | Gewonnen    | [ 38 ] |
| 2019 | VEED Awards                     | Beste Serie voor Het Jachtseizoen                    | Gewonnen    | [ 38 ] |
| 2019 | VEED Awards                     | Beste Muziek YouTuber                                | Gewonnen    | [ 38 ] |
| 2019 | Nickelodeon Kids' Choice Awards | Favoriete Grappenmaker                               | Gewonnen    | [ 39 ] |
| 2019 | The Best Social Awards          | Beste YouTuber                                       | Gewonnen    | [ 40 ] |
| 2019 | Televizier-Ster                 | Online-videoserie met Het Jachtseizoen               | Genomineerd | [ 41 ] |
| 2020 | Zapplive Awards                 | Beste YouTube-kanaal                                 | Gewonnen    | [ 42 ] |
| 2020 | Zapplive Awards                 | Favoriete Online Serie: De Kluis                     | Gewonnen    | [ 42 ] |
| 2020 | Televizier-Ster                 | Online-videoserie met Het Jachtseizoen               | Genomineerd | [ 43 ] |
| 2021 | Zapp Awards                     | Beste YouTube-kanaal                                 | Genomineerd |        |
| 2021 | Zapp Awards                     | Beste Online Serie: Roadtrippers                     | Gewonnen    |        |
| 2022 | #Video Award                    | Beste Sponsored Video; met Samen kunnen we niet Stuk | Gewonnen    | [ 44 ] |

## Wereldrecord
Op 2 december 2014 braken de drie mannen van StukTV het wereldrecord grootste visstick maken, met een gewicht van 258 kilo. Het oude record van 136 kilo stond op naam van de Duitser Michael Gorich.